# Yaron Shani
Yaron Shani é um cineasta israelense. Como reconhecimento, foi nomeado ao Oscar 2010 na categoria de Melhor Filme Estrangeiro por Ajami.